# Natália Carrascalão Antunes

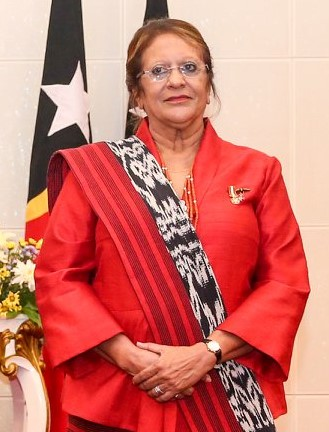
Natália Carrascalão Antunes (2020)

Maria Natália Guterres Viegas Carrascalão da Conceição Antunes (* 24. Dezember 1952 auf der Fazenda Algarve, Leotala, Gemeinde Liquiçá, Portugiesisch-Timor) ist eine portugiesische Politikerin und osttimoresische Diplomatin.

## Werdegang
Carrascalão studierte Jura an der Universidade Ásia Oriental in Macau, schloss aber das Studium nicht ab. Derzeit führt sie ihr Studium an der Universidade Nasionál Timór Lorosa'e in Dili weiter.
Von 1971 bis 1974 arbeitete Carrascalão beim Statistischen Amt in Portugiesisch-Timor. Nach der Nelkenrevolution wurde die Kolonie auf die Unabhängigkeit vorbereitet, 1975 aber von Indonesien besetzt. Carrascalão arbeitete von 1975 bis 1981 im Nationalen Statistischen Institut in Lissabon. 1982/83 unterrichtete sie am Wetheril College und Liverpool College of TAFE im australischen Sydney. Von 1983 bis 1986 und von 1990 bis 1998 arbeitete Carrascalão im Öffentlichen Dienst von Macau. Dazwischen war sie in Darwin bei der australischen Immigrationsbehörde und dem Telephone Interpreter Service (TIS), unter anderem als Übersetzerin tätig. Von 1998 bis 1999 arbeitete Carrascalão als Beraterin des Verwaltungsrats von Cintra.
Vom 25. Oktober 1999 bis zum 14. Oktober 2009 war Carrascalão Abgeordnete im Parlament Portugals für die portugiesische PSD. In der VIII. Legislaturperiode (1999 bis 2002) für Porto, in der IX. Legislaturperiode (2002 bis 2005) für Faro und in der X. Legislaturperiode (2005 bis 2009) für Santarém. Außerdem war sie 2002/03 Stadträtin in Sintra.
2006 war Carrascalão Technische Beraterin der Union der Hauptstädte der portugiesischsprachigen Länder (União das Cidades Capitais de Língua Portuguesa) und von 2006 bis 2007 als Unternehmerin tätig. Von 2007 bis 2009 war Carrascalão Kabinettschef vom osttimoresischen Präsidenten José Ramos-Horta.
Vom 24. September 2009 bis 31. Dezember 2013 war Carrascalão Botschafterin für Osttimor in Lissabon und zuständig für Portugal, Spanien und ab dem 18. November 2009 für Kap Verde. Ab 2014 arbeitete Carrascalão im Außenministerium Osttimors als Koordinatorin für die Vorbereitung der Gipfel der Staatsoberhäupter der CPLP. Später wurde sie Präsidentin der Unidade de Implementação Academia de Artes e Indústrias Criativas Culturais.
Am 15. Dezember 2016 wurde Carrascalão zur ersten Botschafterin Osttimors in Laos ernannt. 2020 wechselte sie als neue Botschafterin nach Singapur. Am 24. März übergab Carrascalão ihre Akkreditierung an Singapurs Präsidentin Halimah Yacob. Carrascalãos Amtszeit in Singapur endete 2023.

## Weitere Ämter und Funktionen
- Im Parlament Portugals
  - Mitglied der Kommission für europäische und auswärtige Angelegenheiten
  - Mitglied der Kommission der Nationalen Verteidigung
  - Mitglied der Kommission für Gleichstellung und gegen Rassendiskriminierung (CICDR)
  - Mitglied des parlamentarischen Untersuchungsausschusses zu der Tragödie von Camarate in der VIII. und IX. Legislaturperioden
  - Mitglied der Kommission für Gleichstellungsfragen, Gleichstellung und Familien
  - Mitglied des Provisorischen Komitees zur Überwachung der Situation in Osttimor
  - Hochkommissar für Integration und ethnische Minderheiten (ACIME)
  - Vorsitzende der Parlamentariergruppe Portugal – Osttimor
- In der PSD
  - Sekretärin und Vizepräsidentin der PSD-Sektion in Macau
  - Mitglied im Nationalrat und der Nationalen politischen Kommission der PSD
  - Präsidiumssekretärin der PSD[1]
- Repräsentantin des Basketball-Nationalteams Osttimors

## Privates
Natália Carrascalão Antunes ist verheiratet und römisch-katholischen Glaubens. Sie spricht Portugiesisch, Tetum, Englisch Spanisch und Französisch. Nach ihrem Engagement in Portugal lebt sie nun wieder in Osttimors Hauptstadt Dili.
Sie ist eines von 14 Kindern vom portugiesischen Exilanten Manuel Viegas Carrascalão und seiner timoresischen Frau Marcelina Guterres. Aus der Familie Carrascalão stammen mehrere wichtige Politiker Osttimors.

## Publikationen
- Vamos Jantar a Timor, 1998, Macau.
- Verschiedene Artikel in der Revista da Presidência da República de Timor-Leste

## Auszeichnungen
- 2012: Insígnia des Ordem de Timor-Leste[8]
- 2013: Verdienstorden der Republik Portugal (Großoffizier)
- 2013: Profissional des Jahres beim Rotary Club von Belém